# 比尔森皇宫
比尔森皇宫（捷克語：Císařský dům (Plzeň)）是捷克比尔森的一座历史建筑，位于共和国广场北侧41号，与毗邻的比尔森市政厅相连。现已列为捷克共和国文化古迹受到保护。

## 历史
这座房子是由哈滕斯泰恩（Hartenštejn）和贝尔纳特·托马舍克（Bernart Tomášek）的两座文艺复兴建筑连接而成。1565年左右，市政厅的建造者扬·德斯塔西亚（Jan de Statia）住在吉列克鲁姆洛夫斯克（Jiřího Krumlovského）的家中。1581年，德斯塔西亚将房子转让给Jan de Mutonimus，两年后，房子出售给Jiřímu Krumlovskému 和 Hartenštejna。1594年和1599年，鲁道夫二世皇帝曾在此居住。这些房子购买于1606年，以满足皇帝的需要。因为皇帝有意在比尔森建造一座住宅。 1606年至1607年，宫廷建筑商乔瓦尼·马里奥·菲利皮（Giovanni Mario Filippi）建造这座建筑。

## 画廊

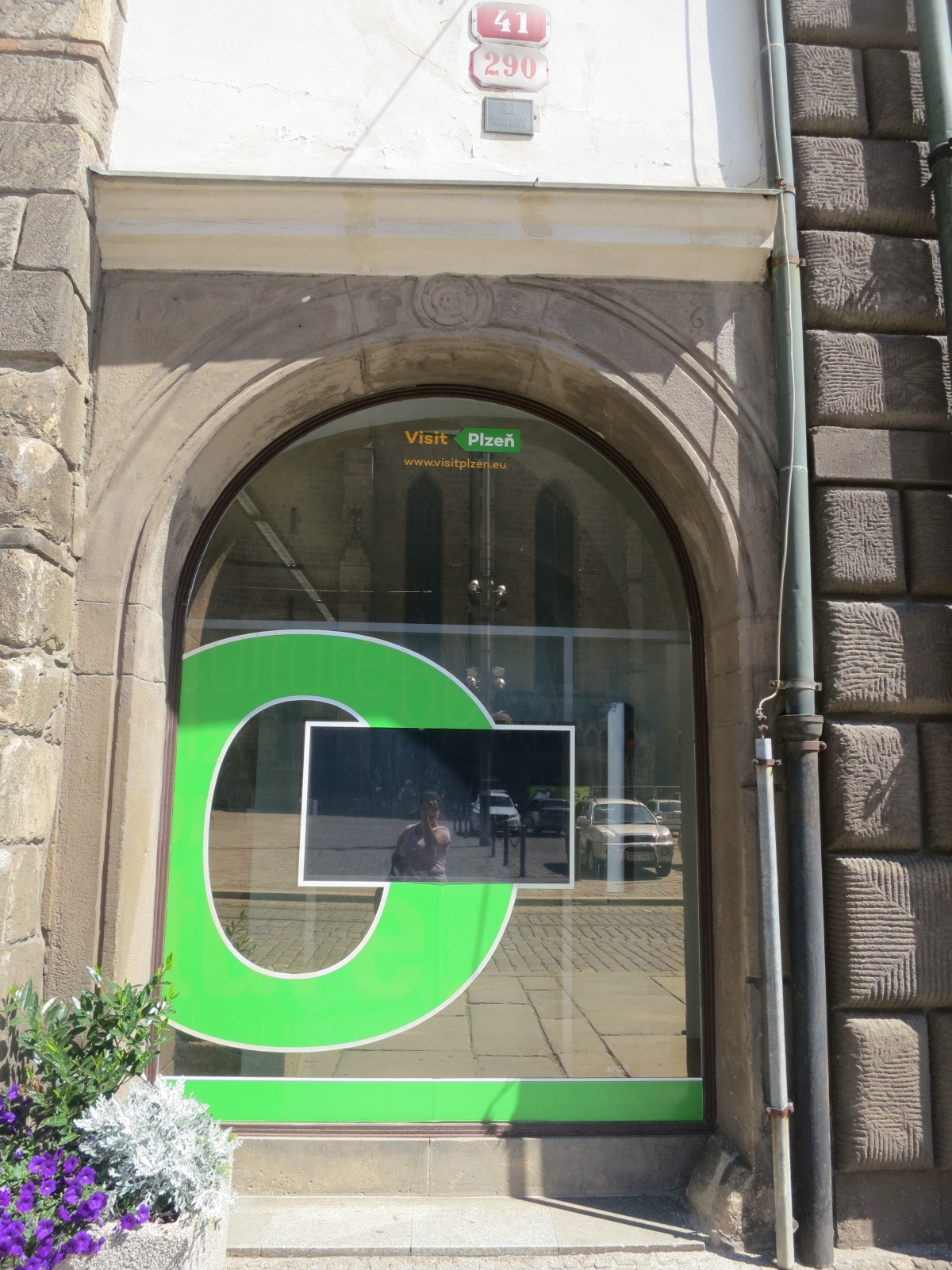
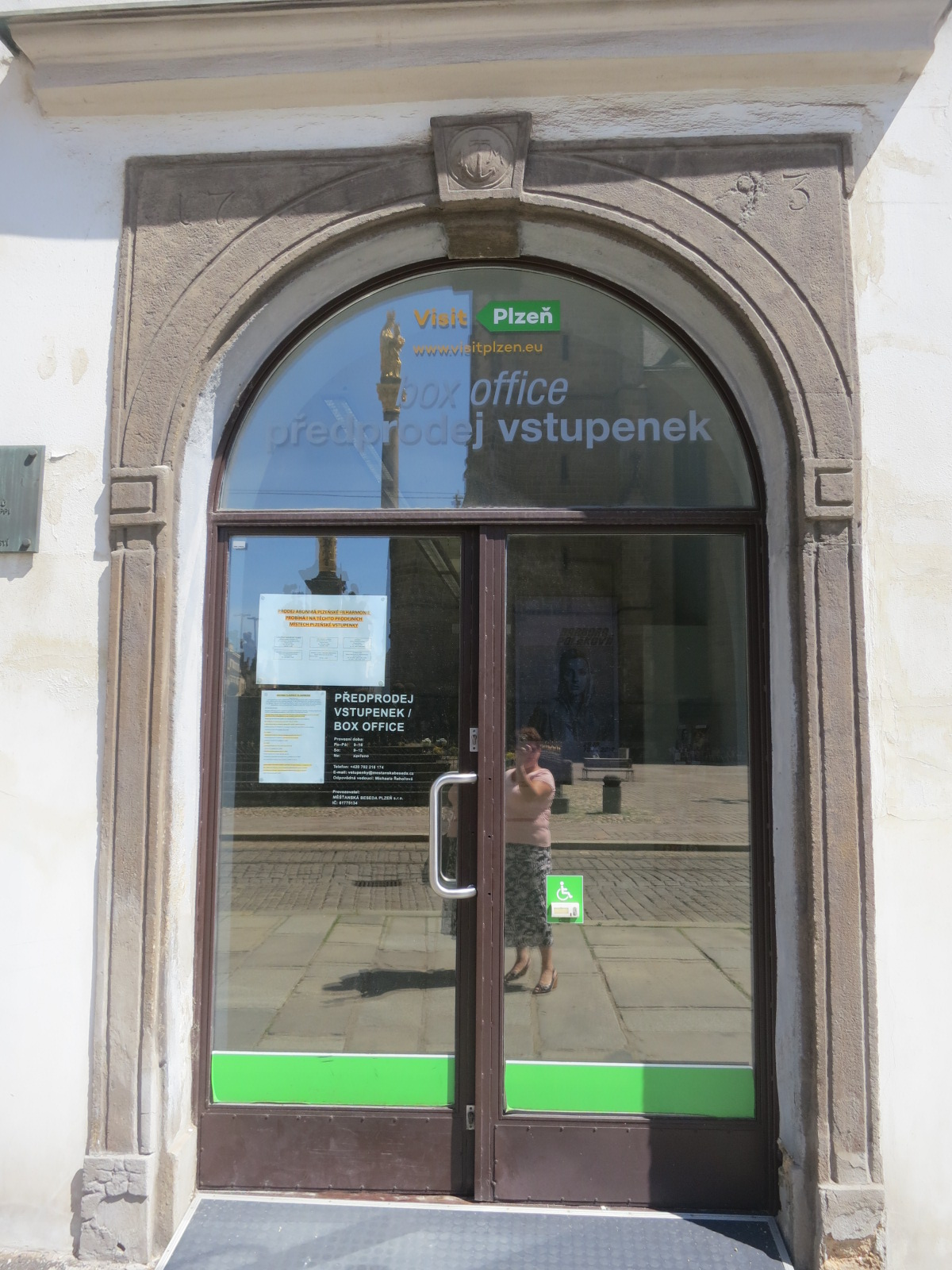
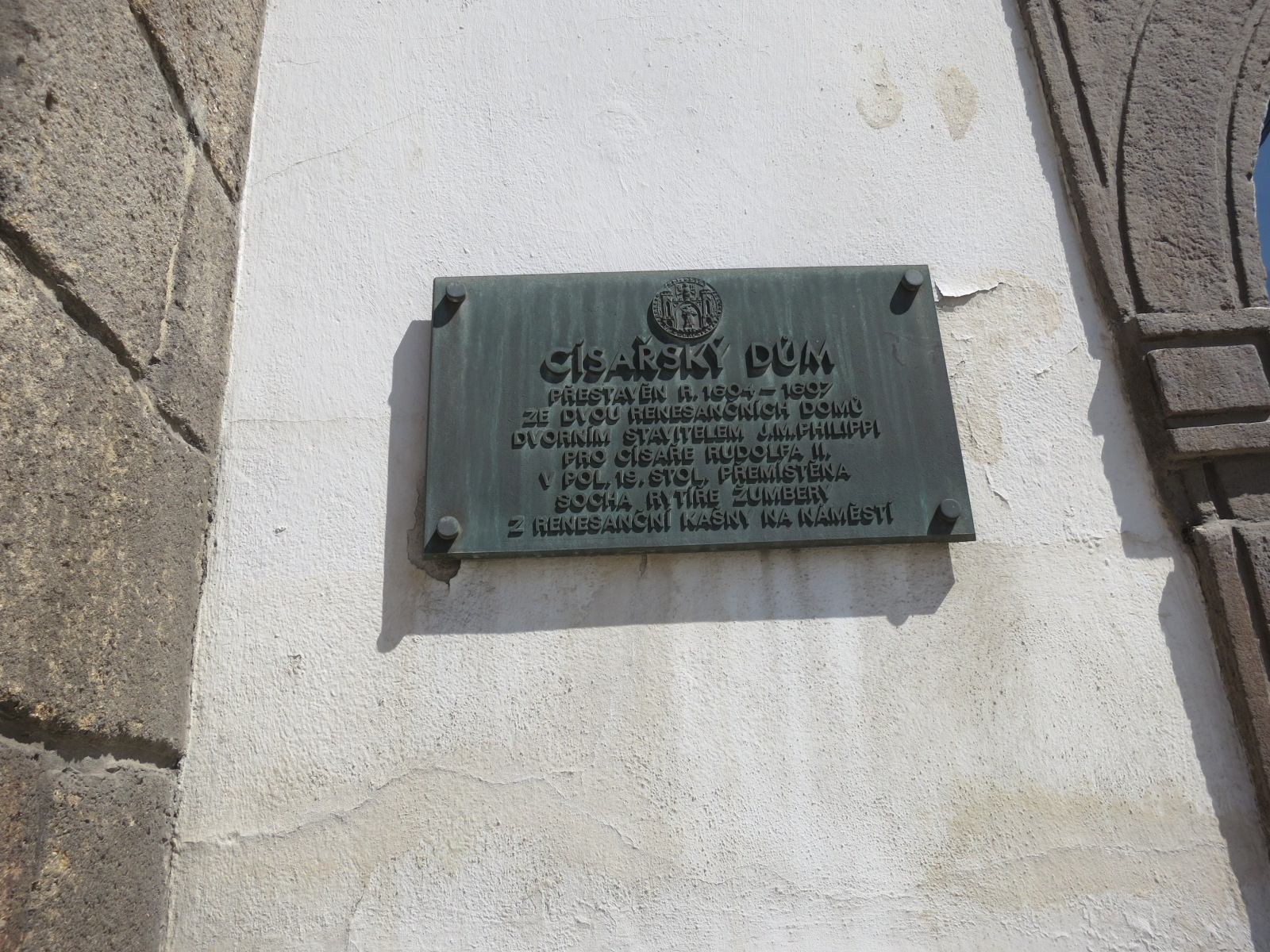
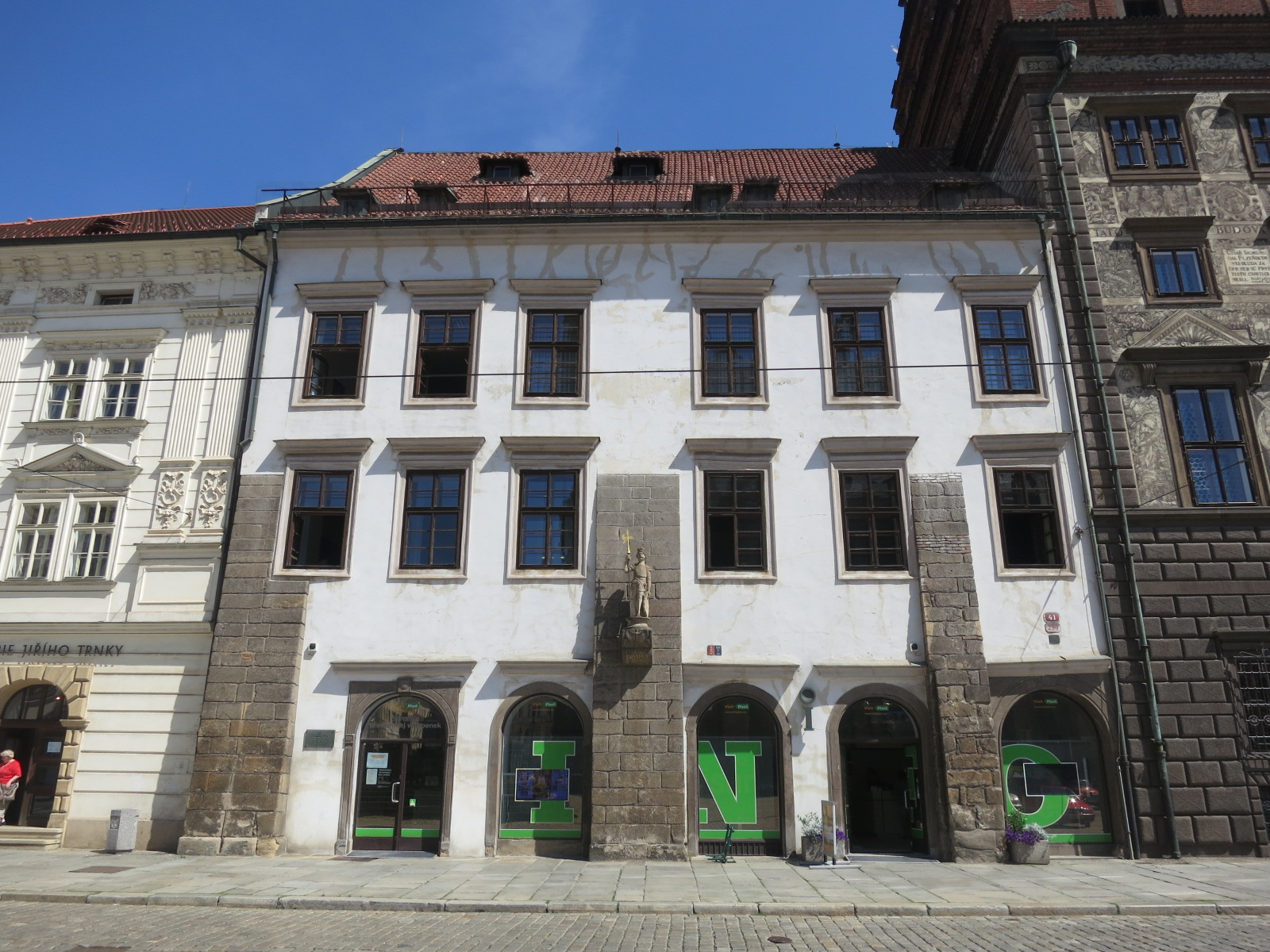
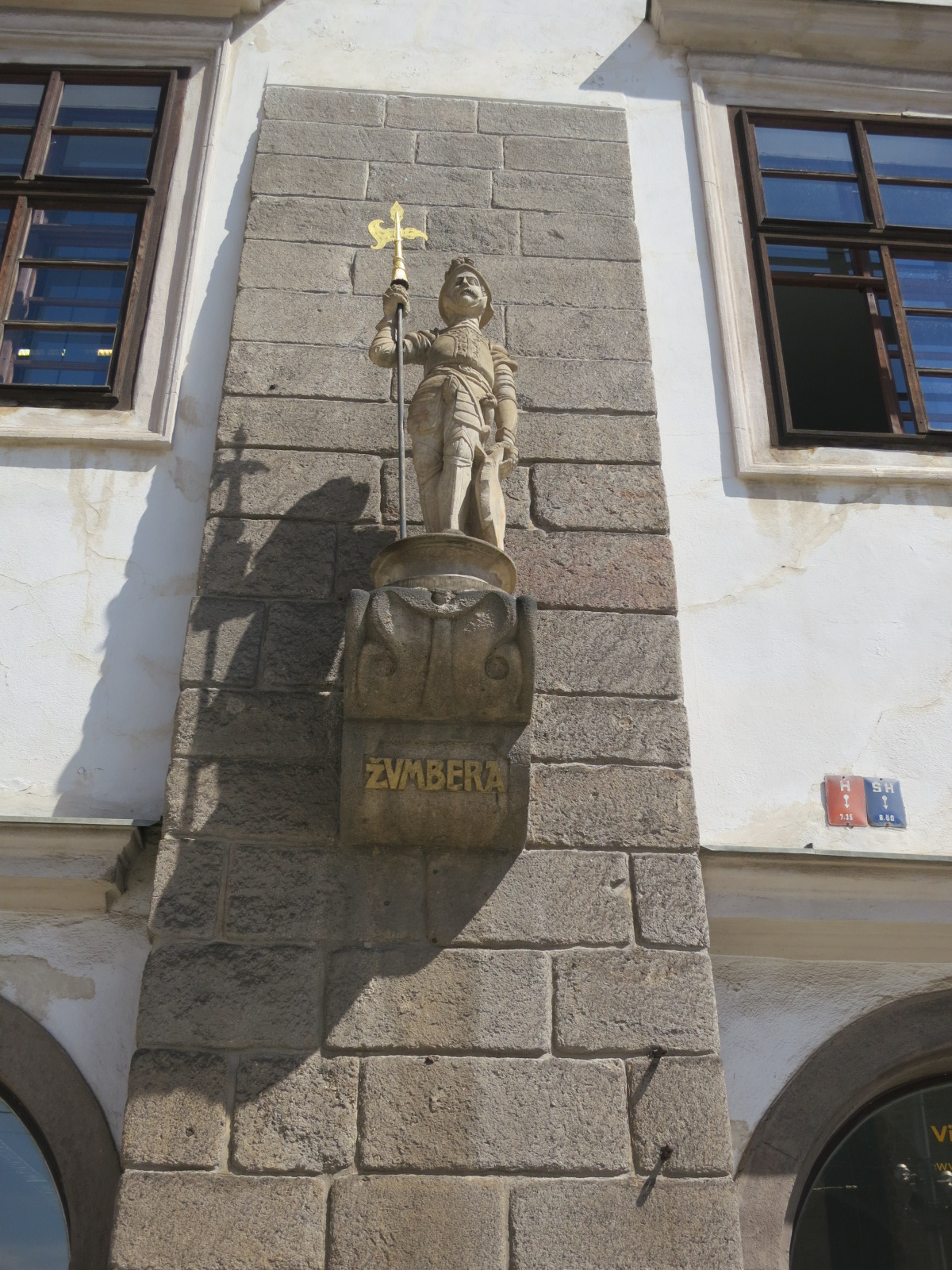